# Worry About Me
«Worry About Me» es una canción de la cantante británica Ellie Goulding en colaboración con el rapero estadounidense Blackbear. Se lanzó como sencillo de su próximo cuarto álbum de estudio a través de Polydor Records el 13 de marzo de 2020. Fue escrita por Goulding y Blackbear con Ilya Salmanzadeh, Peter Svensson y Savan Kotecha. Su lanzamiento se adelantó luego de que se filtrara a principios de marzo de 2020.

## Antecedentes y lanzamiento
Después de que la canción se filtró en marzo de 2020, Goulding publicó en las redes sociales el 5 de marzo «Desde que uno de ustedes decidió filtrarla ... viene por usted el próximo viernes».

## Recepción crítica
Escribiendo para Idolator, Mike Wass opinó que Goulding «afirma su independencia» en la pista, «diciéndole al Sr. Clingy que deje de husmear en su negocio porque se está divirtiendo [...] con los latidos atronadores de Ilya», concluyendo que el tema es «golpeador».  Caian Nunes de Popline escribió que Goulding encuentra «gran inspiración en el hip-hop» en la pista «sin perder su pop [sonido]».

## Vídeo musical
El video musical fue dirigido por Emil Nava y se estrenó en el canal de YouTube de Goulding unas horas después del lanzamiento del sencillo.

## Posicionamiento en listas
| Listas (2020)                         | Mejor posición |
| ------------------------------------- | -------------- |
| Escocia (Official Charts Company)     | 69             |
| Nueva Zelanda Hot Singles (RMNZ)      | 18             |
| Reino Unido (Official Charts Company) | 78             |

## Historial de lanzamiento
| País           | Fecha               | Formato                     | Discográfica    | Ref    |
| -------------- | ------------------- | --------------------------- | --------------- | ------ |
| Varios         | 13 de marzo de 2020 | Descarga digital, Streaming | Polydor Records | [ 12 ] |
| Reino Unido    | 14 de marzo de 2020 | Contemporary hit radio      | Polydor Records | [ 13 ] |
| Australia      | 16 de marzo de 2020 | Contemporary hit radio      | Universal       | [ 14 ] |
| Italia         | 20 de marzo de 2020 | Contemporary hit radio      | Universal       | [ 15 ] |
| Estados Unidos | 24 de marzo de 2020 | Contemporary hit radio      | Interscope      | [ 16 ] |